# Calvin Jefford
Calvin Jefford (16 febbraio 1987) è un calciatore britannico delle Isole Cayman, di ruolo attaccante.

## Carriera

### Club
Ha giocato nella massima serie del campionato delle Isole Cayman con l'Elite.

### Nazionale
Ha esordito in Nazionale nel 2008.